# Science-Fiction-Filme der 1930er Jahre
Die Liste der Science-Fiction-Filme der 1930er Jahre gibt einen chronologischen Überblick über Kino- und abendfüllende TV-Produktionen, die im Zeitraum von 1930 bis 1939 in diesem Genre gedreht wurden. Bei der Nutzung ist zu beachten, dass ein Großteil der aufgeführten Filme sich mit artverwandten Genres aus dem Bereich der Phantastik wie Horror und Fantasy, aber auch der Komödie, überschneidet. Die Liste erhebt keinen Anspruch auf Vollständigkeit. Die Titel entsprechen im Fall verschiedener Benennungen dem Wikipedia-Lemma, die Namen der Regisseure der im jeweiligen Film angegebenen Form.
Die Titelauswahl entspricht den auf der Hauptseite Liste von Science-Fiction-Filmen präsentierten Forschungsansätzen von Ronald M. Hahn und Volker Jansen (Lexikon des Science Fiction-Films) und Thomas Koebner (Filmgenres: Science Fiction). Sammelquellen wie epd Film, Filmdienst und IMDb dienen als zusätzliche Orientierungshilfe, sind den genre-basierten Fachwerken jedoch thematisch unterstellt.

## 1930
| Titel        | Regie                      | Produktionsland    |
| ------------ | -------------------------- | ------------------ |
| Alraune      | Richard Oswald             | Deutsches Reich    |
| Fundvogel    | Wolfgang Hoffmann-Harnisch | Deutsches Reich    |
| Just Imagine | David Butler               | Vereinigte Staaten |

## 1931
| Titel                                           | Regie            | Produktionsland    |
| ----------------------------------------------- | ---------------- | ------------------ |
| Dr. Jekyll und Mr. Hyde Dr. Jekyll and Mr. Hyde | Rouben Mamoulian | Vereinigte Staaten |
| Das Ende der Welt La fin du monde               | Abel Gance       | Frankreich         |
| Frankenstein                                    | James Whale      | Vereinigte Staaten |

## 1932
| Titel                                                   | Regie               | Produktionsland    |
| ------------------------------------------------------- | ------------------- | ------------------ |
| Doctor X                                                | Michael Curtiz      | Vereinigte Staaten |
| F.P.1 antwortet nicht                                   | Karl Hartl          | Deutsches Reich    |
| Die Herrin von Atlantis                                 | Georg Wilhelm Pabst | Deutsches Reich    |
| Insel der verlorenen Seelen (1932) Island of Lost Souls | Erle C. Kenton      | Vereinigte Staaten |
| Die Maske des Fu-Manchu The Mask of Fu Manchu           | Charles Brabin      | Vereinigte Staaten |

## 1933
| Titel                                  | Regie                                  | Produktionsland              |
| -------------------------------------- | -------------------------------------- | ---------------------------- |
| Deluge                                 | Felix E. Feist                         | Vereinigte Staaten           |
| King Kong und die weiße Frau King Kong | Merian C. Cooper, Ernest B. Schoedsack | Vereinigte Staaten           |
| King Kongs Sohn The Son of Kong        | Ernest B. Schoedsack                   | Vereinigte Staaten           |
| Der Tunnel                             | Kurt Bernhardt                         | Deutsches Reich / Frankreich |
| Der Unsichtbare The Invisible Man      | James Whale                            | Vereinigte Staaten           |
| Ein Unsichtbarer geht durch die Stadt  | Harry Piel                             | Deutsches Reich              |

## 1934
| Titel                  | Regie         | Produktionsland        |
| ---------------------- | ------------- | ---------------------- |
| Gold                   | Karl Hartl    | Deutsches Reich        |
| Der Herr der Welt      | Harry Piel    | Deutsches Reich        |
| The Secret of the Loch | Milton Rosmer | Vereinigtes Königreich |
| Die Welt ohne Maske    | Harry Piel    | Deutsches Reich        |

## 1935
| Titel                                     | Regie                         | Produktionsland        |
| ----------------------------------------- | ----------------------------- | ---------------------- |
| Aerograd Аэроград                         | Oleksandr Dowschenko          | Sowjetunion            |
| The Fighting Marines                      | B. Reeves Eason, Joseph Kane  | Vereinigte Staaten     |
| Frankensteins Braut Bride of Frankenstein | James Whale                   | Vereinigte Staaten     |
| Life Returns                              | Eugene Frenke, James P. Hogan | Vereinigte Staaten     |
| Mad Love                                  | Karl Freund                   | Vereinigte Staaten     |
| Phantom-Reiter The Phantom Empire         | Otto Brower, B. Reeves Eason  | Vereinigte Staaten     |
| The Tunnel                                | Maurice Elvey                 | Vereinigtes Königreich |

## 1936
| Titel                                                                   | Regie                        | Produktionsland        |
| ----------------------------------------------------------------------- | ---------------------------- | ---------------------- |
| Flash Gordon                                                            | Frederick Stephani           | Vereinigte Staaten     |
| Kosmische Reise Космический рейс                                        | Vasili Zhuravlov             | Sowjetunion            |
| Der Mann, der die Welt verändern wollte The Man Who Could Work Miracles | Lothar Mendes                | Vereinigtes Königreich |
| Moderne Zeiten Modern Times                                             | Charles Chaplin              | Vereinigte Staaten     |
| Tödliche Strahlen The Invisible Ray                                     | Lambert Hillyer              | Vereinigte Staaten     |
| Undersea Kingdom                                                        | B. Reeves Eason, Joseph Kane | Vereinigte Staaten     |
| Was kommen wird Things to Come                                          | William Cameron Menzies      | Vereinigte Staaten     |

## 1937
| Titel                                      | Regie       | Produktionsland    |
| ------------------------------------------ | ----------- | ------------------ |
| In den Fesseln von Shangri-La Lost Horizon | Frank Capra | Vereinigte Staaten |

## 1938
| Titel                       | Regie          | Produktionsland    |
| --------------------------- | -------------- | ------------------ |
| The Fighting Devil Dogs     | William Witney | Vereinigte Staaten |
| Flash Gordon´s Trip to Mars | Ford Beebe     | Vereinigte Staaten |

## 1939
| Titel                                          | Regie                       | Produktionsland        |
| ---------------------------------------------- | --------------------------- | ---------------------- |
| Buck Rogers: Die Welt von Morgen               | Ford Beebe                  | Vereinigte Staaten     |
| Frankensteins Sohn Son of Frankenstein         | Rowland V. Lee              | Vereinigte Staaten     |
| Gullivers Reisen Gulliver’s Travels            | Dave Fleischer              | Vereinigte Staaten     |
| Testflug QE 97 Q Planes                        | Tim Whelan, Arthur B. Woods | Vereinigtes Königreich |
| Weltraumschiff 18                              | Eduard von Borsody          | Deutsches Reich        |
| Das zweite Leben des Dr. X The Return of Dr. X | Vincent Sherman             | Vereinigte Staaten     |